# Duomo di Urbino
La chiesa di Santa Maria Assunta è il principale luogo di culto cattolico di Urbino e cattedrale dell'arcidiocesi di Urbino-Urbania-Sant'Angelo in Vado. 
Si è mantenuta della grandezza simile alla precedente cattedrale rinascimentale, pesantemente danneggiata dal terremoto del 1789; ristrutturata (alcune parti furono ricostruite ex novo) secondo il gusto neoclassico. Misura in lunghezza 64,5 m, in larghezza 36,8 m e in altezza 50 m. Nel novembre del 1950 papa Pio XII la elevò alla dignità di basilica minore..

## Storia
Fondata nel 1021, nel sito dove sorgeva la precedente chiesa di Santa Maria del Castello, quando la sede vescovile fu spostata all'interno delle mura, rispetto alla primitiva cattedrale di San Sergio. La nuova cattedrale ebbe una pianta ruotata di 90º (asse nord-sud) rispetto a quella attuale ed era di dimensioni assai minori, con la facciata principale verso l'odierna piazza Duca Federico.
Su istanza del duca Federico III da Montefeltro, verso gli anni ottanta del XV secolo vennero avviati i lavori di ricostruzione della cattedrale, più ampia e sull'asse odierno (est-ovest). L'edificio fu realizzato secondo un progetto semplicissimo e sobrio, a pianta basilicale a tre navate su bianchi piloni, secondo un progetto attribuito al senese Francesco di Giorgio Martini, che in quegli anni era architetto di fiducia del duca. I lavori proseguirono a rilento, verso gli anni trenta del XVI secolo la nuova cattedrale fu consacrata, ma priva ancora della cupola, che verrà realizzata agli inizi del XVII secolo, su progetto dell'architetto urbinate Muzio Oddi (che però non poté seguire i lavori di costruzione dell'opera). La facciata rimase incompleta rispetto al progetto originario del Martini; poi modificato con l'installazione sulla sommità dell'orologio e delle campane pubbliche (elementi che causeranno problemi statici alla struttura), quest'ultime erano suonate tramite una lunga fune da una finestra del prospiciente Palazzo Comunale.
Questa singolare opera del Rinascimento andò tuttavia perduta con i due terremoti del 3 giugno 1781 e del 12 gennaio 1789 che causarono rispettivamente il danneggiamento della facciata ed il crollo della cupola. Queste due calamità costrinsero gli urbinati ad intervenire sulla loro cattedrale, affidando la realizzazione della facciata all'architetto Camillo Morigia, secondo un progetto da questi redatto nel 1784 su commissione dell'arcivescovo Domenico Monti, e la ristrutturazione dell'intera chiesa all'architetto romano Giuseppe Valadier, terminata nel 1801.
L'edificio è stato riaperto al culto ed alle visite il 28 novembre 2020, dopo un restauro durato quattro anni, resosi necessario per risanare le lesioni alla controfacciata ed alla cupola provocate dal sisma del 30 ottobre 2016.

## Descrizione

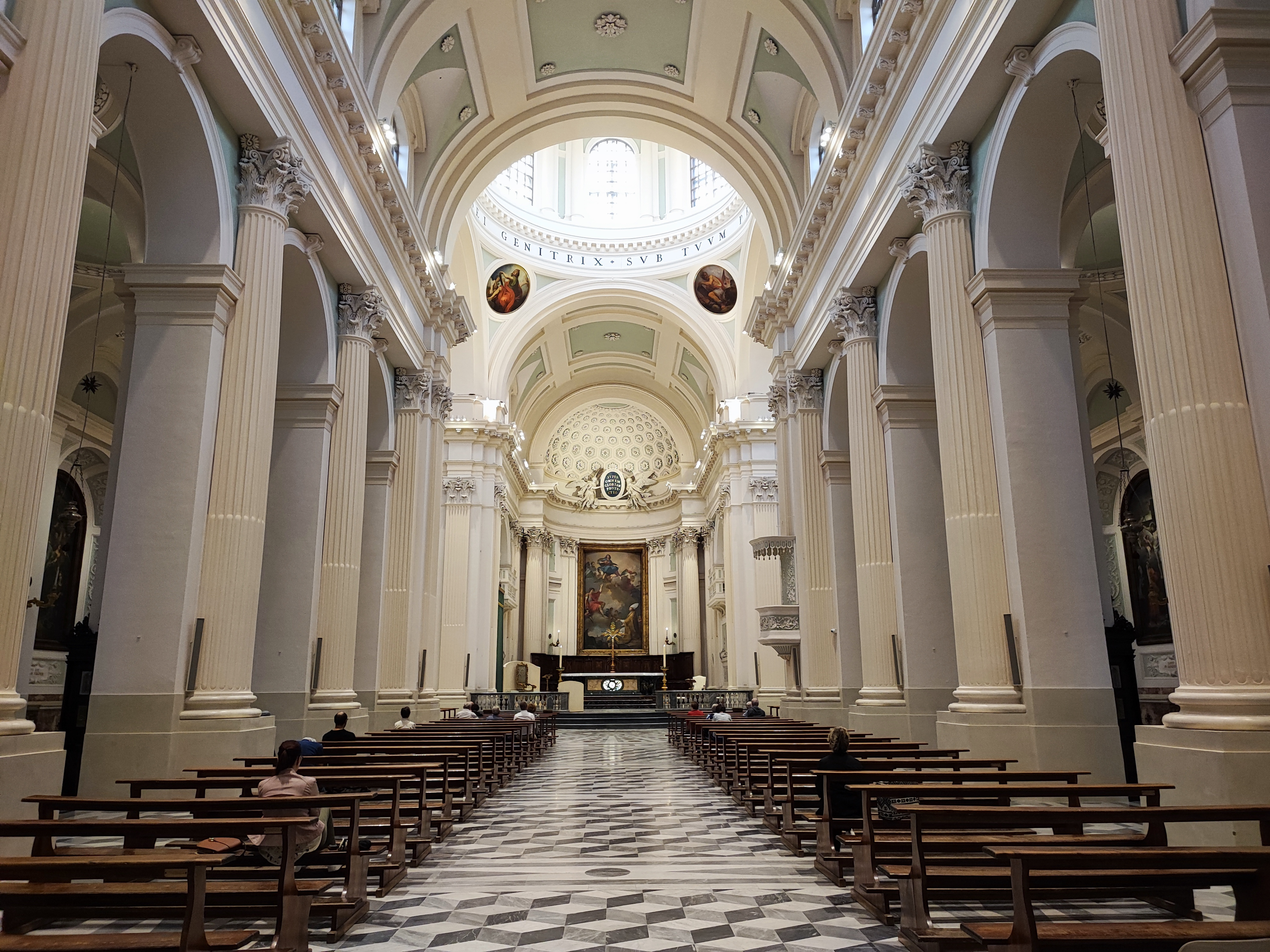
Interno

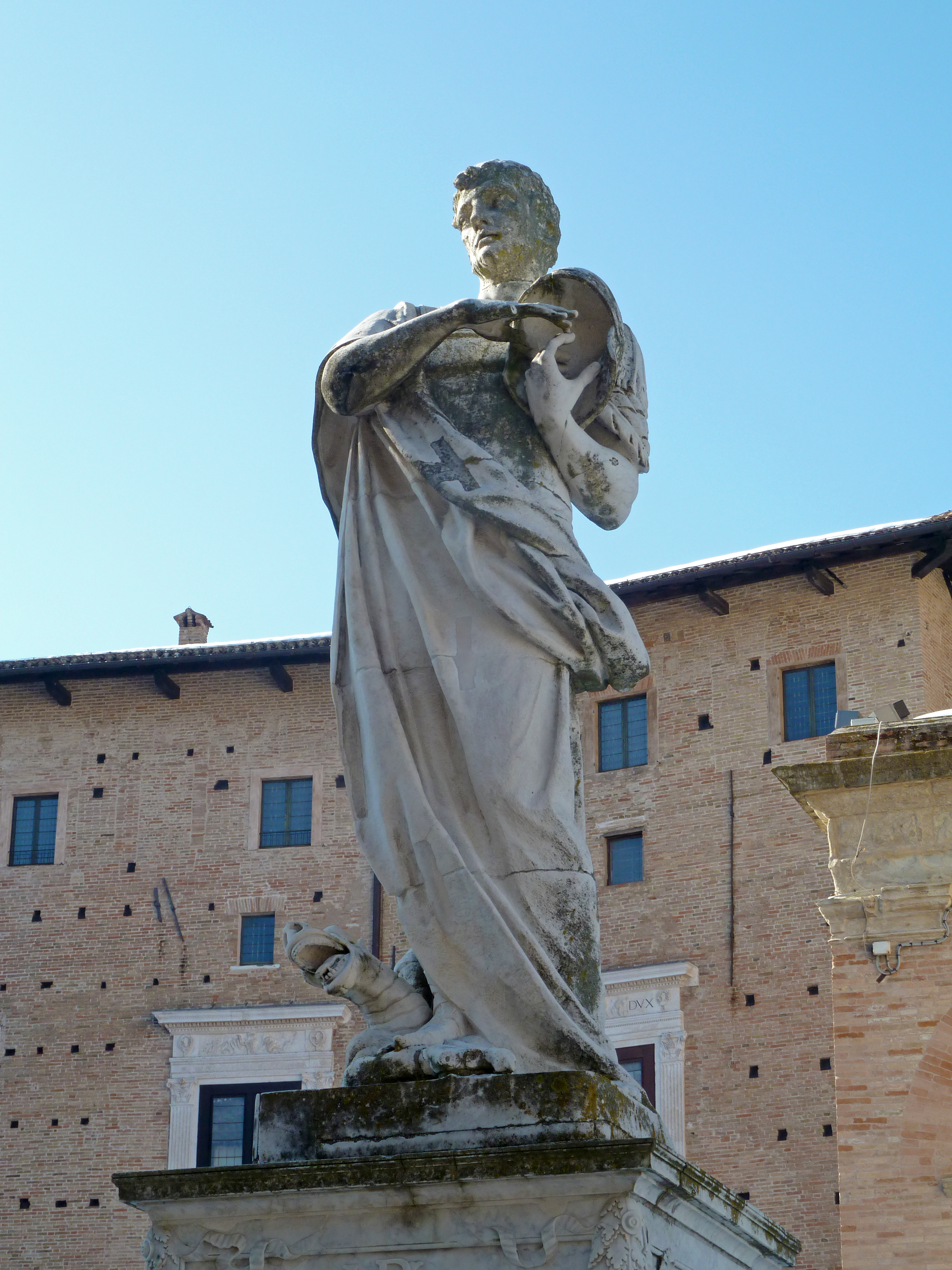
Statua di San Crescentino, patrono di Urbino, presente sulla sinistra della gradinata del duomo

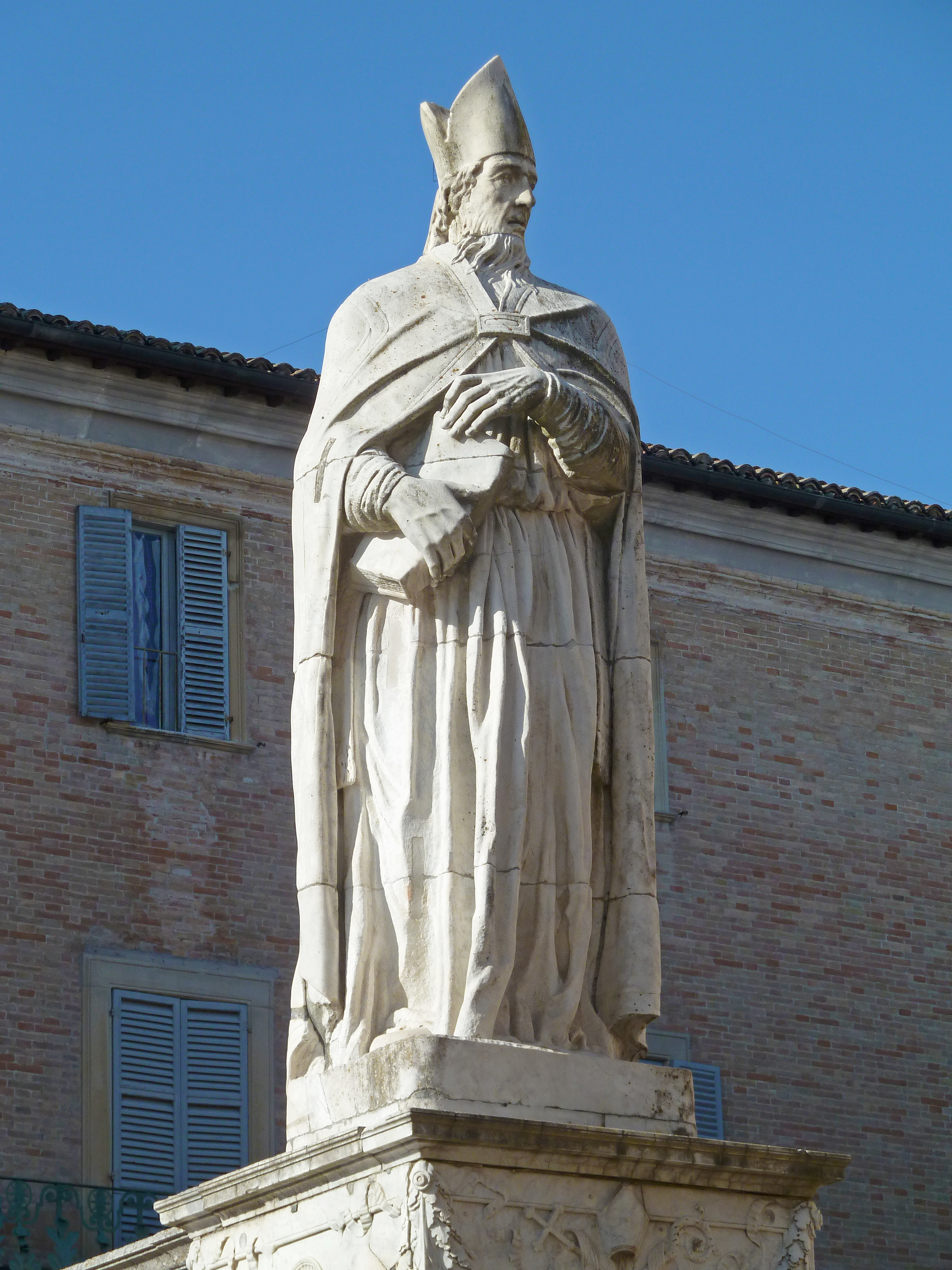
Statua del Beato Mainardo, compatrono di Urbino, presente sulla destra della gradinata del duomo

### Esterno
La facciata è in pietra del Furlo ed è ornata da cinque statue, che rappresentano le Virtù Teologali (Fede, Speranza e Carità) sul frontone, mentre sui due spioventi vi sono rappresentati Sant'Agostino (a sinistra) e San Giovanni Crisostomo (a destra). I pilastri della facciata terminano con eleganti capitelli in stile composito.
Sul fregio, sotto al frontone, è riportata l'iscrizione "STUDIORUM UNIVERSITATI FASTIGIUM", come ringraziamento all'Università per aver finanziato i lavori di realizzazione del tetto.
La gradinata antistante il duomo è stata sistemata in forme attuali nel 1859, su disegno dell'arcivescovo Alessandro Angeloni; presenta, al termine di una elegante balaustra, sulla sinistra la statua del Patrono San Crescentino e sulla destra la statua del Compatrono Beato Mainardo, Vescovo di Urbino.

### Interno
Il raffinato interno, opera del Valadier, è un bell'esempio di stile neoclassico: a croce latina, con tre bianche navate coperte da volta a botte, è coronato, all'incrocio del transetto, da una maestosa cupola cassettonata. Le opere in stucco sono degli artisti Antonio Trentanove (statue degli angeli nelle parti superiori) e Francesco Antonio Rondelli (rosoni, capitelli e le statue degli angeli sull'altare sinistro del transetto).
Navata destra
- Primo altare: vi è una statua lignea dorata (con piede destro in bronzo) seicentesca raffigurante San Pietro in cattedra, copia dell'originale conservato presso la basilica vaticana.
- Secondo altare: vi si conserva una pala di Claudio Ridolfi, raffigurante la Traslazione della Santa Casa di Loreto con Sant'Andrea (anni trenta del XVII secolo).
- Terzo altare: vi è il Martirio di San Sebastiano (1558) di Federico Barocci. Parte di questa tela (il ritratto del figlio del committente, sul margine inferiore) fu asportata da ignoti nel 1982 e ritrovata nel 2017, poi restaurata e reintegrata. Il dipinto fu realizzato per la cappella dell'omonimo Santo nella cattedrale rinascimentale, sotto il patronato della famiglia Bonaventura, la quale commissionò l'opera. Rappresenta una delle prime opere in cui lo stile del Barocci emerge in modo netto[9].
- Quarto altare: vi si conserva la Santa Cecilia in estasi fra i Santi Giovanni Evangelista, Maria Maddalena, Paolo e Caterina d'Alessandria (1556-1561), una delle prime opere del Barocci, ispirata al capolavoro bolognese del suo concittadino Raffaello Sanzio.
- Quinto altare: vi si trova la pala di Ludovico Viviani, raffigurante Cristo crocifisso tra i Santi Giacomo Maggiore e Martino (primi venti anni del XVII secolo).

Navata sinistra

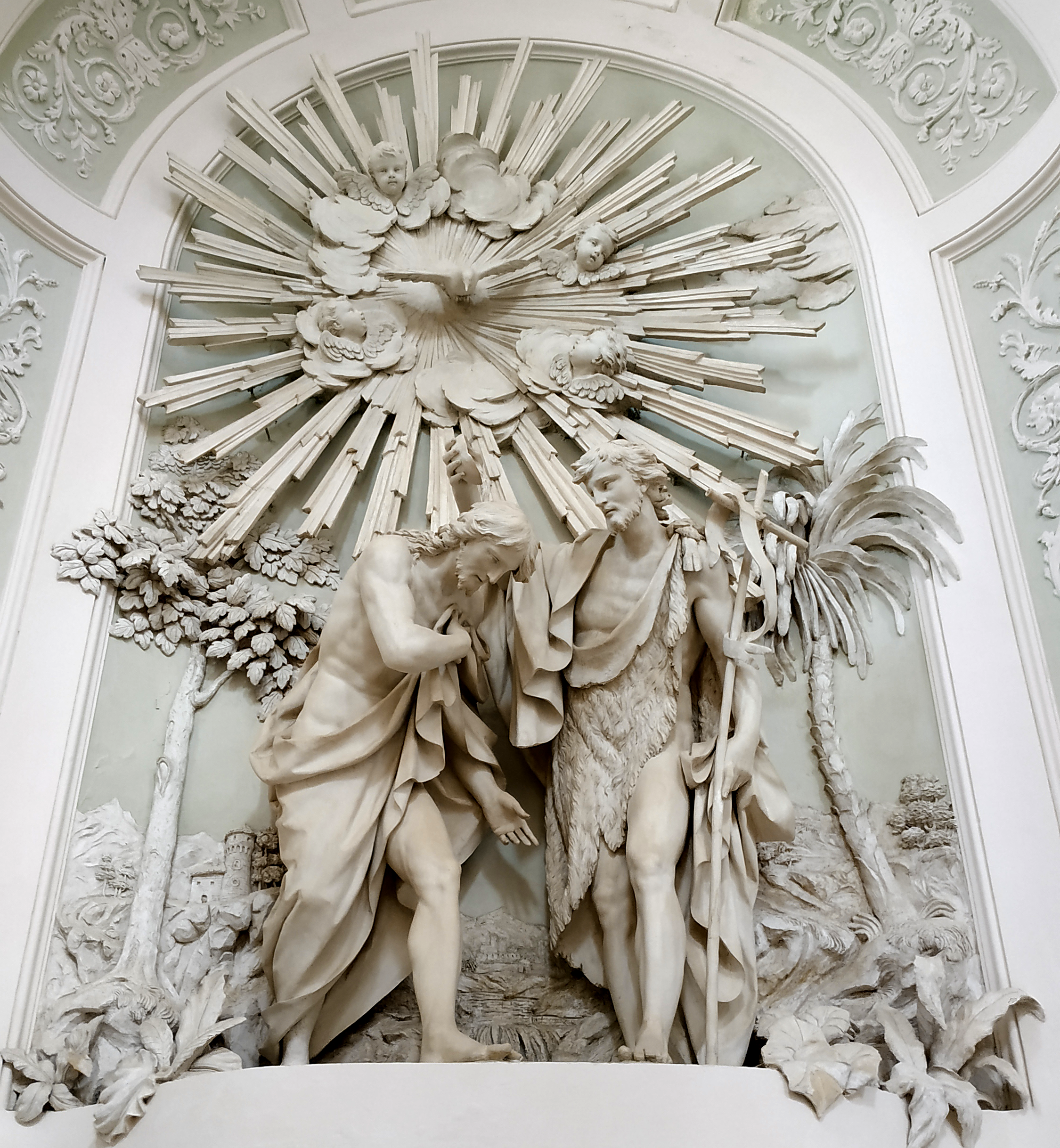
Gruppo scultoreo di Antonio Trentanove raffigurante il Battesimo di Cristo, che adorna il fonte battesimale

- Primo altare: vi è il fonte battesimale, adornato sopra da un gruppo scultoreo settecentesco in stucco di Antonio Trentanove, raffigurante Il battesimo di Cristo; precedentemente ospitato sulla controfacciata e poi qui trasferito verso la metà del XIX secolo.
- Secondo altare: vi si conserva la Visitazione di Maria (fine XVI secolo), opera di Antonio Viviani, ispirata all'originale baroccesco conservato a Roma presso la Chiesa Nuova.
- Terzo altare: vi è l'opera L'imperatore Eraclio porta la Croce (1619) di Iacopo Palma il giovane (1548-1628). Realizzata su commissione di una confraternità cittadina all'artista, che da giovane frequentò Urbino. La tela contiene, nel paesaggio sullo sfondo, la raffigurazione del monastero di Santa Chiara sul lato a valle[10], costituendo un importante documento iconografico per conoscere l'aspetto originario di questa architettura rinascimentale.
- Quarto altare: vi si trova una pala di Claudio Ridolfi, raffigurante San Carlo Borromeo inginnocchiato davanti alla Vergine col bambino (anni trenta del XVII secolo).
- Quinto altare: vi si conserva la pala dell'Annunciazione (1550) di Raffaello Motta da Reggio.

Transetto
- Altare destro: vi si conserva in una nicchia la statua processionale del patrono San Crescentino, realizzata in cartapesta agli inizi del XIX secolo da Francesco Antonio Rondelli. Quando la statua viene rimossa per essere portata in processione, in occasione della festività patronale (1º giugno), la nicchia viene coperta dalla tela di Ludovico Viviani, raffigurante una Madonna con Bambino e i Santi Girolamo, Eusebio e Chiara (prima metà del XVII secolo).
- Altare sinistro: è dedicato alla Madonna della Misericordia e conserva una tela raffigurante la Vergine col Bambino, attribuita a Pompeo Batoni. Il quadro è retto da due angeli opera del Rondelli. Ai lati di questo altare vi è, sulla sinistra, la statua marmorea dedicata a Clemente XI (1710), opera di Francesco Moratti su commissione del Comune, ospitata in origine entro una nicchia nel salone del trono del Palazzo Ducale, poi trasferita nell'odierna collocazione verso il 1847. Invece a destra dell'altare, vi è quella dedicata a Raffaello (1847), opera di Carlo Finelli su commissione del nobile urbinate Curzio Corboli Aquilini.

Orologio

Situato nella parte destra del transetto, vicino all'organo e in corrispondenza con la torre campanaria, dal momento che tale quadrante era collegato originariamente col meccanismo dell'orologio pubblico posto su di essa. Tale quadrante si compone di quattro lancette per segnare i minuti - secondi, le ore, i giorni del mese ed i giorni della settimana.
Organo e cantoria
Situati nel transetto, sopra agli ingressi delle cappelle a lato del presbiterio. La cattedrale nei secoli ebbe in dotazioni diversi organi a canne: l'attuale è opera della ditta Girotto del 1979, ricostruendo nuovi somieri a sistema elettromeccanico con console a distanza ed il completo riutilizzo del materiale fonico dei due strumenti precedenti, opera rispettivamente di Gaetano Callido (1801 - op. 384) e Luigi Giudici (1892).
Cupola

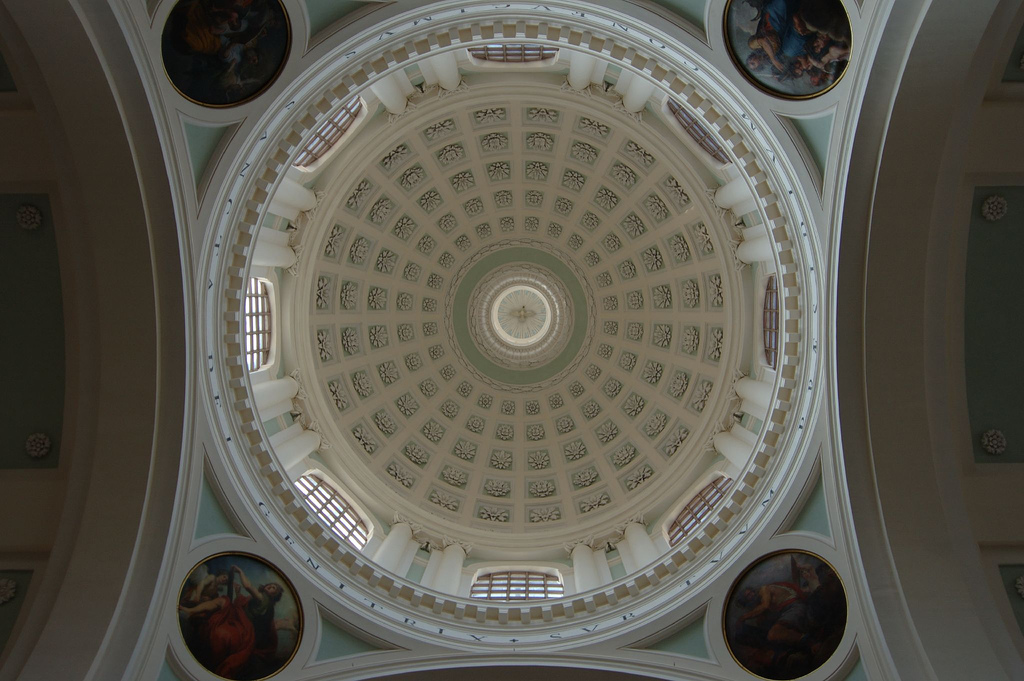
La cupola

 Sui pennacchi della cupola, i tondi con gli Evangelisti sono opere di artisti di scuola romana della fine del XVIII secolo, quali Domenico Corvi (San Matteo), Giuseppe Cades (San Marco), Antonio Cavallucci (San Giovanni) e Pietro Tedeschi (San Luca). Oltre ai rosoni in stucco sulla calotta, opera del Rondelli.
Presbiterio
Ospita la pala nell'abside, opera di Cristoforo Unterperger, raffigurante la Madonna Assunta in cielo con San Crescentino ed il Beato Mainardo (1794), un bozzetto per i colori si conserva nel vicino Museo diocesano Albani. Sotto alla pala si trova un coro ligneo ottocentesco opera di Vincenzo Nini. Pregevole è anche l'altar maggiore, realizzato su disegno attribuito a Francesco Fontana, dono di Papa Clemente XI, in marmi policromi, con bassorilievi in bronzo dorato di Lorenzo Ottoni. L'altare fu ricomposto dopo il crollo della cupola e conserva al suo interno le reliquie di San Crescentino. Sulle pareti laterali vi sono due monumenti (una nicchia con busto ed un'epigrafe commemorativa) dedicati ai pontefici Pio VI (a destra), per le sovvenzioni che diede in occasione dei lavori di ricostruzione e ristrutturazione di fine XVIII secolo, e Clemente XI (a sinistra), realizzati entrambi da Giuseppe Pisani.
Cappella del Santissimo Sacramento
Posta a sinistra del presbiterio, la cappella costituisce, assieme alla sua cappella gemella, l'ultima testimonianza della precedente cattedrale rinascimentale (seppur la decorazione di queste cappelle laterali fosse più ricca rispetto al resto dell'edificio martiniano). Fin dalla sua costruzione all'inizio del Cinquecento, la cappella fu affidata a una Confraternita sorta appositamente e fu posta sotto il patronato ducale, anche in virtù del collegamento interno tra questa ed il Palazzo Ducale, per consentire ai duchi di seguire le funzioni liturgiche in essa. Anche grazie a tale patronato, nel 1507, il duca Guidobaldo I da Montefeltro vi istituì una Cappella Musicale. Nessun elemento sopravvive della decorazione originaria del primo periodo, che annoverava opere, tra gli altri, di Girolamo Genga, Timoteo Viti, Evangelista di Piandimeleto, a parte l'elegante cancellata in ferro battuto commissionata a Giampaolo di Stefano Tintinna di Gubbio nel 1511.
La decorazione attuale fu realizzata a partire dalla metà del nono decennio del Cinquecento. La volta a botte è decorata da stucchi dorati, i primi ad essere stati realizzati dell'intera decorazione, eseguiti da Fabio Viviani e Marcello Sparzio tra 1588 e 1590 con motivi curvilinei, rettangolari, ghirlande di frutta, cornici vegetali e lineari. Tra le cornici degli stucchi sono inserite una serie di piccole tele eseguite da Antonio Viviani tra 1595 e 1600, raffiguranti alcuni Miracoli dell'Eucaristia, realizzate in luogo degli affreschi in un primo tempo progettati per i quali si era pensato anche a Federico Zuccari. Alcune di queste tele dovettero essere sostituite perché si erano deperite a causa dell'umidità: un San Gerolamo e un Angelo sono opera di Giovan Battista Urbinelli del 1650, mentre un San Tommaso d'Aquino è di Giuseppe Chiari del 1726.
Sulle pareti laterali sono due grandi tele: a sinistra è l'Ultima Cena, capolavoro indiscusso della maturità di Federico Barocci eseguito in un lungo periodo, tra 1590 e 1599. Il pittore avrebbe dovuto consegnare anche una Caduta della Manna per l'altra parete ma rifiutò per l'onere dell'impegno e per il compenso ritenuto insufficiente. La mancanza di denaro fece sfumare la possibilità di avere il dipinto da Federico Zuccari, così si affidò la commissione ad Alessandro Vitali, che consegnò il dipinto nel 1607. L'umidità danneggiò anche questa tela così che si risolse, nel 1829, di sostituirla con l'Adorazione dei Magi (prima metà del XVII secolo) di Giovan Battista Urbinelli di cui non si conosce la provenienza. Ai lati delle grandi tele laterali vi sono quattro statue in stucco raffiguranti personaggi biblici (Re Salomone, Elia, David e Melchisedech), opere di Marcello Sparzio realizzate nel 1590. L'altare marmoreo attuale fu realizzato agli inizi del XVIII secolo, su disegno di Alessandro Specchi.
Cappella della Concezione
Situata a destra del presbiterio, gemella di quella del Santissimo Sacramento, la cappella è di patronato della comunità cittadina e sorse su impulso del predicatore minorita Giovanni de Pili anch'essa all'inizio del Cinquecento. La cappella, però, cominciò ad essere decorata solo a metà del Seicento, per impulso del vescovo Ascanio Maffei e su disegno di Tranquillo Vincenzi. La volta presenta la medesima decorazione in stucchi dorati dell'altra, e fu realizzata negli anni cinquanta da Alessio Pellegrini che però la lasciò incompiuta, pur avendo eseguito anche le statue raffiguranti San Zaccaria, Iesse, San Giuseppe e Abramo. Il soffitto fu ornato nel 1660 da dipinti di Giovan Battista Urbinelli con l'Incoronazione della Vergine affiancata dall'Angelo annunciante e dalla Vergine annunciata, ai quali si aggiunsero, quattro Sibille e cinque episodi della vita della Vergine completati nel 1678 ed opera di Gian Ortensio Bertuzzi e Alfonso Patanazzi. Gli stucchi furono completati dal francese Luigi Georges, che realizzò le cartelle sotto le statue, cascate di fiori vicino all'altare e la lapide del 1665 che ricorda l'intercessione della Vergine nella peste del 1630. In questa occasione venne sistemata nell'abside un affresco raffigurante una Madonna con Bambino, risalente alla fine del XIV o agli inizi del XV secolo, attribuito al Maestro dell'Incoronazione di Bellpuig, prelevato a massello dalla precedente cattedrale medievale perché ritenuto miracoloso. Sotto all'altare, opera settecentesca su disegno attribuito ad Alessandro Specchi, si conservano le reliquie del Beato Mainardo. Sulle pareti laterali vi sono due grandi tele spedite da Roma e dono di Papa Clemente XI, la Natività della Vergine di Carlo Cignani, firmato e datato 1709, sulla sinistra, e l'Assunzione della Vergine di Carlo Maratta firmata e datata 1707 circa sulla destra.